# Горно Пале
Горно Пале (на сръбски: Горње Пале) е село в Босна и Херцеговина, разположено в община Пале, в ентитета на Република Сръбска. Населението му според преброяването през 2013 г. е 706 души, от тях: 702 (99,43 %) сърби и 2 (0,28 %) хървати, 1 (0,14 %) не се определил и 1 (0,14 %) неизвестен.

## Население
Численост на населението според преброяванията през годините:
- 1961 – 406 души
- 1971 – 723 души
- 1981 – 778 души
- 1991 – 368 души
- 2013 – 706 души